# Haparanda
Haparanda este un oraș în Suedia.

## Demografie
| \| Evoluția demografică a zonei urbane Haparanda, 1970–2015 \| Evoluția demografică a zonei urbane Haparanda, 1970–2015 \| Evoluția demografică a zonei urbane Haparanda, 1970–2015 \| Evoluția demografică a zonei urbane Haparanda, 1970–2015 \| Evoluția demografică a zonei urbane Haparanda, 1970–2015 \| \| --------------------------------------------------------------------------------------- \| -------------------------------------------------------- \| -------------------------------------------------------- \| -------------------------------------------------------- \| -------------------------------------------------------- \| \| An \| \| \| Locuitori \| \| \| 1970 \| 1970 \| \| 4.246 \| 4.246 \| \| 1975 \| 1975 \| \| 5.031 \| 5.031 \| \| 1980 \| 1980 \| \| 5.855 \| 5.855 \| \| 1990 \| 1990 \| \| 6.719 \| 6.719 \| \| 1995 \| 1995 \| \| 4.959 \| 4.959 \| \| 2000 \| 2000 \| \| 4.767 \| 4.767 \| \| 2005 \| 2005 \| \| 4.778 \| 4.778 \| \| 2010 \| 2010 \| \| 4.856 \| 4.856 \| \| 2015 \| 2015 \| \| 6.679 \| 6.679 \| \| Sursa: SCB - Statistika Centralbyrån, Folkmängden per tätort. Vart femte år 1960 - 2016 \| \| \| \| \| |      |  |           |       |
| Evoluția demografică a zonei urbane Haparanda, 1970–2015 |      |  |           |       |
| An |      |  | Locuitori |       |
| 1970 | 1970 |  | 4.246     | 4.246 |
| 1975 | 1975 |  | 5.031     | 5.031 |
| 1980 | 1980 |  | 5.855     | 5.855 |
| 1990 | 1990 |  | 6.719     | 6.719 |
| 1995 | 1995 |  | 4.959     | 4.959 |
| 2000 | 2000 |  | 4.767     | 4.767 |
| 2005 | 2005 |  | 4.778     | 4.778 |
| 2010 | 2010 |  | 4.856     | 4.856 |
| 2015 | 2015 |  | 6.679     | 6.679 |
| Sursa: SCB - Statistika Centralbyrån, Folkmängden per tätort. Vart femte år 1960 - 2016 |      |  |           |       |